# Batrachorhina flavoplagiata
Batrachorhina flavoplagiata là một loài bọ cánh cứng trong họ Cerambycidae.